# Ali El-Said
Ali Mohamed El-Said El-Kaf (in arabo على محمد السيد الكاف‎?; Beni Suef, 10 aprile 1908 – 1979) è stato un calciatore egiziano, di ruolo difensore.

## Carriera

### Nazionale
Partecipò al Mondiale del 1934 con la Nazionale egiziana.